# Berlijntrilogie
De Berlijntrilogie of Quadriga-trilogie is een driedelige roman van de Engelse schrijfster Jenny Glanfield, uitgegeven tussen 1988 en 1990. De boeken werden onder andere vertaald in het Duits en het Nederlands (uitgegeven door Van Buuren uitgeverij).

## Boekenreeks
Het is een saga over ambitie, liefde en wraak van enkele families in Berlijn. Zeer sterk op de achtergrond speelt de geschiedenis van Duitsland tussen 1871 en 1990. De uiteenlopende politieke opstelling van de verschillende hoofdrolspelers en hun politieke meningsverschillen komen uitgebreid in beeld.
De drie opeenvolgende boeken beschrijven telkens een deel van de periode:
1. Hotel Quadriga: van de stichting van het Duitse Keizerrijk (1871) tot de Eerste Wereldoorlog (1914-1918), het Verdrag van Versailles (1919), de Weimarrepubliek (1919-1933) en de aanstelling van Adolf Hitler tot kanselier (1933);
2. Viktoria: van de Rijksdagbrand (1933) tot het einde van de Tweede Wereldoorlog (1939-1945);
3. Verdeelde Stad: van de ontdekking van de kampen (1945), de Blokkade van Berlijn (1948-1949) en de oprichting van twee republieken (BRD en DDR, beide in 1949) tot de Val van de Muur (1989) en de Hereniging (1990).

De oorspronkelijke Engelse titels zijn: The Hotel Quadriga (1988), Viktoria (1989) en Children of Their Time (1990). De Nederlandse vertalingen zijn van Saskia Tijsma (resp. 2000, 2001 en 2002).
Het luxueuze Hotel Adlon aan de Unter den Linden stond model voor het denkbeeldige Hotel Quadriga. Deze naam verwijst naar de Quadriga (vierspan) op de Brandenburgse Poort. Viktoria is de naam van de hoofdfiguur in de tweede roman, maar zij is ook in de eerste en de derde roman sterk aanwezig. De titel Verdeelde Stad spreekt voor zich; de Engelse titel Children of Their Time verwijst meer naar de jongerencultuur in de jaren '60, muziek, kleding, protest, die ook ontaardt in het geweld van de Rote Armee Fraktion, waarin een van de familieleden terechtkomt.
De auteur wijst erop dat de families Jochum, Kraus, Von Biederstein en andere figuren denkbeeldig zijn. Maar als werkelijke personages en gebeurtenissen aan bod komen, heeft zij 'al het mogelijke' gedaan om ervoor te zorgen dat deze feitelijkheden juist zijn.

## Verhaal
Met ambitie en doorzetting bouwen Karl Jochum en daarna zijn dochter Viktoria Café Jochum in Berlijn uit en vervolgens het luxueuze Hotel Quadriga, waar keizer Wilhelm aanwezig is bij de opening en waar adellijke en andere belangrijke figuren elkaar ontmoeten. Viktoria is zwanger als zij huwt met Benno, zoon van Heinrich Kraus, een industrieel die zich meer en meer zal toeleggen op wapenproductie en de bouw van oorlogsschepen. Hij wordt een belangrijke financier van de nazi's. Als Victoria's zoon Stefan geboren wordt, weet Benno niet dat hij de vader niet is. Hij is het gevolg van een kortstondige romance met Peter von Biederstein, een neef van Benno en een telg van een van de belangrijkste adellijke families in Brandenburg. Al die tijd zal Viktoria dat geheim voor zich houden. Zij en haar echtgenoot krijgen later nog een dochter, Monika. In de familie Jochum vinden we nog Olga, de nicht van Viktoria, die zich tijdens de Eerste Wereldoorlog aansluit bij de Spartacusbond, de latere communistische partij. Zij komt in de Sovjet-Unie terecht en haar zoon Basilius zal in 1945 naar Berlijn terugkeren in het zog van de Russische troepen. Stefan, diens neef, is voor het naziregime naar Engeland gevlucht en zal ook in 1945 terugkeren met de Amerikaanse troepen. Zijn vader, die zijn vader niet is, is omgekomen bij de bombardementen. Hij wordt verliefd op Christa, een Oost-Duits meisje, dochter van Peter von Biederstein. Viktoria is in paniek: moet zij haar zoon zeggen dat Christa in feite zijn halfzus is?  Stefan komt voor enkele jaren in een Oost-Duitse gevangenis terecht. Zijn zus, Monika, en haar man vluchten naar West-Berlijn, maar hun zesjarig zoontje blijft in Oost-Duitsland achter bij zijn grootouders. Familieleden die elkaar jarenlang niet gezien hebben, zien elkaar weer terug bij de val van de Muur. Als hoogbejaarde dame ziet Viktoria voor het eerst haar achterkleinkinderen, intussen twintigers.